# Голд, Мюррей
Мюррей Джонатан Голд (англ. Murray Jonathan Gold ['mʌri], род. 28 февраля 1969 года, Портсмут, Англия, Великобритания) — английский композитор театра, кино и телевидения, наиболее известный благодаря созданию музыки для научно-фантастического телесериала «Доктор Кто» с 2005 по 2017 годы и с 2023 года. Также написал музыку для сериалов «Близкие друзья», «Казанова», «Последнее танго в Галифаксе», «Мушкетёры», «Джентльмен Джек», «Годы» и «Это грех». Пять раз номинирован на премию BAFTA.

## Ранняя жизнь
Родился в еврейской семье в Портсмуте. Изначально стремился к актёрской карьере, а сочинение и исполнение музыки было его хобби, но перешёл, когда стал музыкальным руководителем клуба «Footlights» при Кембриджском университете.

## Телевидение
Голд был номинирован на премию BAFTA пять раз в категории «Лучшая оригинальная музыка на телевидении», за его работы: «Ярмарка тщеславия» (в 1999 г.), «Близкие друзья» (2000), «Казанова» (2006) и «Доктор Кто» (2009, 2014). Его рекорд на премии — победа фильма «Поцелуй жизни» в 2003 году. Он также был номинирован четыре раза «Королевским телевизионным обществом».
Он многократно работал с Расселлом Ти Дейвисом, сценаристом и исполнительным продюсером телесериала «Доктор Кто», в таких проектах как «Казанова» (в главной роли Дэвид Теннант), «The Second Coming» (в главной роли Кристофер Экклстон) и «Близкие друзья».
Он также написал главную тему к сериалу «Бесстыдный» и «The Devil’s Whore». Также недавно Мюррей работал над другим сериалом с участием Дэвида Теннанта, «Одинокий отец».
Голд написал саундтреки к сериалу «Последнее танго в Галифаксе», который шёл с 2012 по 2020 годы. В 2014 году был композитором сериала Би-би-си «Мушкетёры».
В 2019 году воссоединился с Раселлом Ти Дейвисом для работы над его сериалом «Годы». Также написал музыку для сериала Би-би-си и HBO «Джентльмен Джек».
В 2021 году был композитором удостоенного множеством премий сериала Расселла Ти Дейвиса «Это грех» о вспышке ВИЧ-инфекции в 1980-е годы.

### «Доктор Кто» и спин-оффы
С 2005 года Голд стал музыкальным директором сериала Доктор Кто на канале BBC. Компания «Silva Screen» выпустила диск с музыкой Голда ко второму и первому сезонам «Доктора Кто», названный «Doctor Who: Original Television Soundtrack», 11 декабря 2006. Второй диск — «Doctor Who: Original Television Soundtrack — Series 3», был выпущен 5 ноября 2007, и третий — «Doctor Who: Original Television Soundtrack — Series 4», вышел в ноябре 2008. Также Голд сыграл камео в рождественском выпуске «Доктора Кто» 2007 года — «Путешествие проклятых» (тогда он носил накладные усы).
Также, музыка из специальных выпусков 2008—2010 года вышла на диске 4 октября 2010, под названием «Doctor Who: Original Television Soundtrack — Series 4: The Specials», и 8 декабря 2010 года — музыка 5 сезона, под названием «Doctor Who: Original Television Soundtrack — Series 5».
Голд создал много мелодий, относящихся к разным элементам сериала, таких как: две темы Доктора («Тема Доктора» и «Доктор навсегда»), Роуз Тайлер, Клара Освальд, Марта Джонс, Донна Ноубл, Галлифрей, Мастер,Астрид Пет, Киберлюди и Далеки.
В пятом сезоне Голд изменил открывающую тему сериала. Также он создал две другие мелодии для Одиннадцатого Доктора («Я Доктор» и «Сумасшедший из будки», заменив темы, ассоциируемые с Девятым и Десятым Докторами), тему для Эми Понд, для силурианцев и далеков. Он продолжил использовать тему киберлюдей, также как «Коридоры и пожарные лестницы» и «Все странные, странные создания.»
Хотя его музыка к первому сезону основывалась в основном на семплах, в дальнейшем, начиная с серии «Рождественское вторжение», она стала более оркестровой. Она записывалась на BBC национальным оркестром Уэльса, дополненная вокалом Мелани Паппенхайм. Она сильно отличалась от музыки классических серий «Доктора Кто», созданной Марком Эйресом, где присутствовал электронный мотив.
Также Голд писал мелодии для спин-оффов «Доктора Кто» — «Торчвуд» и «Приключения Сары Джейн». Собрание композиций, названное «Torchwood: Original Television Soundtrack», вышло в августе 2008 года. Он также написал главные темы к программам «Абсолютный Доктор Кто» и «Доктор Кто: Конфиденциально», каждая из которых является вариацией темы «Доктор Кто».
В феврале 2018 года Голд объявил, что уйдёт с должности композитора сериала, которую он занимал с возрождения сериала в 2005 году, и не будет сочинять музыку для 11-го сезона. Вместо него композитором стал Сегун Акинола под руководством нового шоураннера Криса Чибнелла.
В апреле 2023 года было объявлено, что Голд вернётся к производству сериала вместе с возвращением Расселла Ти Дейвиса на пост шоураннера.

## Кино и театр
Голд также работал в ряде американских и британских фильмов, включая «Смерть на похоронах» (режиссёр Фрэнк Оз) и «Mischief Night», (режиссёр Пенни Вулкок). Другие проекты включают в себя «Вскрытие пришельца» и ожидаемый фильм «Вероника решает умереть».
Его постановка «Electricity» была удостоена награды Майкла Имисона за лучшую постановку после её исполнения на Radio 3 в 2001 году. Другие его работы включают в себя «50 революций», исполненную компанией «Oxford Stagе» в театре «Уайтхолл», в Лондоне в 2000 году и «Резолюция» в «центре искусств Battersea» в 1994 году.
Голд также написал радиопьесу «Мюзикл Кафка» с участием Дэвида Теннанта, которая транслировалась на Пасху 2011 года BBC Radio 3. Пьеса получила премию Тиннисвуда 2013 года в номинации «Лучшая оригинальная радиодрама».